# Turščina
Túrščina (turško Türkçe) je najbolj razširjen jezik iz skupine turških jezikov. Govorijo ga predvsem v Turčiji in manjšine v Bolgariji, Makedoniji, Grčiji in na Cipru, kjer je uradni jezik na Severnem Cipru, je pa tudi jezik več milijonov ljudi drugod po Evropi in Bližnjem vzhodu. Skupaj z gagauščino, azerbajdžanščino, turkmenščino in korasansko turščino spada med jugovzhodne (oguške) turške jezike. Med govorci turščine in drugih oguških jezikov obstaja velika stopnja medsebojne razumljivosti.
Do leta 1928 se je turščina pisala v prirejeni arabski pisavi, odtlej pa se piše z latinsko abecedo z 29 črkami: A, B, C, Ç, D, E, F, G, Ğ, H, I, İ, J, K, L, M, N, O, Ö, P, R, S, Ş, T, U, Ü, V, Y in Z. 

## Sodobna turščina
Po ustanovitvi Republike Turčije in reformi pisave so leta 1932 pod okriljem Mustafe Kemala Atatürka oblikovali Združenje za turški jezik (Türk Dil Kurumu, TDK). Eden od ciljev združenja je bila jezikovna reforma, ki bi nadomestila prevzete besede iz arabščine in perzijščine s turškimi ustreznicami. Prepovedali so uporabo prevzetih besed v občilih in tako uspeli iz jezika izkoreniniti več sto tujk. Večino novih turških ustreznic so izpeljali iz sodobnega turškega jezika, oživili pa so tudi nekaj besed iz stare turščine, ki se sicer že več stoletij niso uporabljale.
Zaradi jezikovne reforme je prišlo do razlik v besedišču starejših in mlajših generacij; starejši ljudje, rojeni pred letom 1940, so še vedno uporabljali starejše izraze arabskega ali perzijskega izvora, medtem ko so mlajše generacije usvojile nov besednjak. Atatürk je v svojem dolgem govoru v novoustanovljenem parlamentu leta 1927 uporabljal otomansko obliko jezika, ki je bila kasnejšim generacijam zelo tuja in govor je doslej doživel že tri »prevode« v sodobni jezik (prvič leta 1963, nato pa še leta 1986 in 1995).
V zadnjih nekaj desetletjih TDK nadaljuje z uveljavljenjem novih turških skovank za poimenovanje novih konceptov in tehnologij v družbi, za katere prihajajo sicer poimenovanja zlasti iz angleščine. Številni novi izrazi so že bili med govorci široko sprejeti, občasno pa je TDK deležen kritik zaradi določenih vsiljeno in umetno skovanih izrazov. Nekaterih izrazov govorci niso sprejeli, na primer besede bölem, s katero so želeli nadomestiti prevzeto besedo fırka, v pomenu politična stranka (v jeziku se danes uporablja iz francoščine prevzeta beseda parti). Nekatere besede, obujene iz stare turščine, so v sodobnem jeziku dobile nov pomen (beseda betik je izvorno pomenila knjigo, danes pa se uporablja za skript v računalniškem izrazoslovju).
Nekateri primeri starejših prevzetih besed in ustreznic v sodobnem turškem jeziku:
| Otomanska turščina | Sodobna turščina | Pomen     | Opombe                                                                                                   |
| ------------------ | ---------------- | --------- | --- |
| müselles           | üçgen            | trikotnik | Sestavljeno iz samostalnika üç in pripone -gen.                                                          |
| tayyare            | uçak             | letalo    | Izpeljano iz glagola uçmak (leteti). Prvotno je bila beseda predlagana za pomen letališče.               |
| nispet             | oran             | razmerje  | Še vedno se uporabljata oba izraza. Sodobna skovanka je izpeljana iz staroturškega glagola or- (rezati). |
| şimal              | kuzey            | sever     | Izpeljano iz starinskega samostalnika kuz (hladen in temen prostor, senca).                              |
| teşrinievvel       | ekim             | oktober   | Samostalnik ekim pomeni setev in poimenuje mesec, ko se sejejo žita.                                     |

### Narečja
Sodobna knjižna turščina temelji na carigrajskem govoru.
Glavna narečja turškega jezika so:
- rumelice govorijo muhadžirji iz Rumelije in vključuje neavadni narečji dinler in adakale[21]
- kıbrıs se govori na Cipru
- edirne se govori v Odrinu
- doğu se govori v vzhodni Turčiji
- karadeniz se govori ob vzhodnem Črnem morju
- ege se govori v egejski regiji in do Antalije
- güneydoğu se govori na jugu[22]
- orta anadolu se govori v osrednji Anatoliji[23]
- kastamonu se govori v Kastamonu in njegovi okolici
- karamanlıca se govori v Grčiji, kjer se imenuje kαραμανλήδικα (karamanlidika)

### Turški besedni zaklad
Turški besedni zaklad je še vedno precej mešan, poleg izvirno turških ostajajo prevzete besede iz perzijščine in arabščine.
Danes se rabita pogosto vzporedno dva izraza za isti pomen, tako v uradnem jeziku, kakor v pogovornem. Večina prevzetih besed iz arabščine in perzijščine je še vedno v rabi, čeprav so se določene novotvorbe prijele in so zdaj v splošni rabi, kot na primer:
- okul 'šola' < okumak 'brati' + fr. école 'šola' namesto arabsko mektep.

V turščini so moderni izrazi prevzeti predvsem iz francoščine in italijanščine, npr.:
- sigara "cigara" < fr. cigare
- sigorta "zavarovanje" < benečansko sicurtà
- koleksiyon "kolekcija" < fr. collection
- kolej "kolegij, visoka šola" < fr. collège

Primer prevzete besede iz slovanskih jezikov je npr. kıral ali kral (kralj).

## Turški črkopis
Po razpadu osmanskega carstva se je pod predsednikom Atatürkom prebudila narodna zavest, ki se opira na turške korenine in ne na islamsko-arabsko dediščino.
Politični preobrat je privedel leta 1928 tudi do uvedbe latinice.

### Izgovorjava
Turški črkopis zajema 29 črk. Vsaki črki ustreza samo en glas.
| Črka | Črka | IPA         | Približna izgovorjava            | Črka | Črka | IPA | Približna izgovorjava |
| ---- | ---- | ----------- | -------------------------------- | ---- | ---- | --- | --------------------- |
| A    | a    | /a/         | а                                | M    | m    | /m/ | m                     |
| B    | b    | /b/         | b                                | N    | n    | /n/ | n                     |
| C    | c    | /dʒ/        | dž                               | O    | o    | /o/ | о                     |
| Ç    | ç    | /tʃ/        | č                                | Ö    | ö    | /œ/ | mehko č (ć)           |
| D    | d    | /d/         | d                                | P    | p    | /p/ | p                     |
| E    | e    | /e/         | е                                | R    | r    | /ɾ/ | r                     |
| F    | f    | /f/         | f                                | S    | s    | /s/ | s                     |
| G    | g    | /g/ ali /ɟ/ | g                                | Ş    | ş    | /ʃ/ | š                     |
| Ğ    | ğ    | /ɣ/         | podaljšuje predhodni samoglasnik | T    | t    | /t/ | t                     |
| H    | h    | /h/         | h                                | U    | u    | /u/ | u                     |
| I    | ı    | /ɯ/         | tim. velarni i                   | Ü    | ü    | /y/ | ü                     |
| İ    | i    | /i/         | i                                | V    | v    | /v/ | v                     |
| J    | j    | /ʒ/         | ž                                | Y    | y    | /j/ | ј                     |
| K    | k    | /k/ ali /c/ | k                                | Z    | z    | /z/ | z                     |
| L    | l    | /ɫ/ ali /l/ | l                                |      |      |     |                       |

## Slovnica
Turščina je aglutinativni jezik z veliko priponami in skoraj brez predpon. Pripone služijo za tvorjenje besed in označevanje slovnične funkcije.  
V turščini obstaja harmonija samoglasnikov. To pomeni, da so besede lahko vsebujejo izključno zadnje samoglasnike a, ı, o, u ali izključno prednje samoglasnike e, i, ö, ü. Primer: pripona -dan/-den ima lahko obliko -dan ali –den odvisno od harmonije samoglasnikov v besedi.
Nekaj primerov, kako se iz turških besed tvorijo zloženke ali celi stavki:
- ev  - hiša
- evler  - hiše
- evin  – tvoja hiša
- eviniz  – vaša hiša
- evim – moja hiša
- evimde – pri moji hiši
- evinde  - pri tvoji hiši
- evinizde - pri vaši hiši
- evimizde  -  v naši hiši
- evindeyim – sem v tvoji hiši
- evinizdeyim – sem v vaši hiši
- evindeyiz – mi smo v tvoji hiši
- evinizdeyiz  - mi smo v vaši hiši*
- evimizdeyiz -  mi smo v naši hiši

### Naglaševanje
V turščini je naglas vedno na zadnjem zlogu. Izjeme so besede tujega porekla in zloženke.

### Samostalniki
Samostalniki imajo število in sklon, nimajo pa spola. S sistemizacijo je turščina omejena na šest sklonov: imenovalnik, rodilnik, tožilnik, dajalnik,  mestnik in ablativ. Množinska oblika samostalnika se tvori s priponanama –ler/-la  na imenovalnim ednine.
| Sklon       | Sklanjanje samostalnika {adam} - (človek) | Sklanjanje samostalnika {oda} - (soba) |
| ----------- | ----------------------------------------- | -------------------------------------- |
| Imenovalnik | adam                                      | oda                                    |
| Rodilnik    | adamın                                    | odanın                                 |
| Tožilnik    | adamı                                     | odayı                                  |
| Dajalnik    | adama                                     | odaya                                  |
| Mestnik     | adamda                                    | odada                                  |
| Ablativ     | adamdan                                   | odadan                                 |

### Pridevniki
V turščini so pridevniki nepregibna besedna vrsta brez spola, števila in sklona. V stavku so običajno pred samostalnikom, na katerega se nanašajo. Stopnjujejo se z besedo daha (še) za primernik in besedo en (naj) za presežnik. Primer stopnjevanja:
- güzel adam - lep človek
- daha güzel adam - lepši človek
- en güzel adam - najlepši človek

### Zaimki
Sklanjanje osebnih zaimkov je prikazano v naslednji preglednici:
| Ednina  |             | ben (јаz) | sen (ti) | o (on, ona, ono) |
| Ednina  | Rodilnik    | benim     | senin    | onun             |
| Ednina  | Dajalnik    | bana      | sana     | ona              |
| Ednina  | Tožilnik    | beni      | seni     | onu              |
| Ednina  | Mestnik     | bende     | sende    | onda             |
| Ednina  | Ablativ     | benden    | senden   | ondan            |
| Množina | Imenovalnik | biz       | siz      | onlarin          |
| Množina | Rodilnik    | bizim     | sizin    | onlarin          |
| Množina | Dajalnik    | bize      | size     | onlara           |
| Množina | Tožilnik    | bizi      | sizi     | onları           |
| Množina | Mestnik     | bizde     | sizde    | onlarda          |
| Množina | Ablativ     | bizden    | sizden   | onlardan         |

Mestnik osebnih zaimkov se uporablja tudi za izražanje lastništva, na primer:
- Bende iki gazete var/İki gazetem var - (jaz) imam dva časopisa
- Bizde boya kalemi var/Boya kalemimiz var - (mi) imamo barvice

Turščina ima poseben osebni zaimek kendi, ki se uporablja v kombinaciji z drugimi osebnimi zaimki in upošteva njihova sklonska obrazila. Primera:  
- ben kendim – samo jaz
- sen kendim – samo ti

Kazalni zaimki so bu, şu in o. Sklanjajo se kot osebni zaimki. Če stojijo pred samostalnikom, imajo vlogo pridevnika.
Vprašalni zaimki so:
- kim ali  hangisi – kdo
- ne ali hangileri – kaj
- kaç – koliko
- nasıl – kdo
- nere ali neresi – kje

Vprašalni zaimki se sklanjajo kot osebni zaimki.

### Postpozicije  in vezniki
Postpozicije imajo enako vlogo kot je imajo v slovenskem jeziku predlogi (prepozicije)  in ob sebi zahtevajo določen sklon:
- imenovalnik: için (za), kadar (kot)
- rodilnik: önünde (pred), altında (pod), içinde (v), dışında (v), yanında (blizu), etrafında (okoli), karşısında (proti), ortasında (sredi), sağında (desno), solunda (levo), üstünde (na), arkasında (za), arasında (med)
- dajalnik: karşı (proti), doğru (usmjeren proti), kadar (k), göre (proti), dair (zaradi), rağmen (preko)
- mestniku ustrezajo pripone  –ile/-la/-le, ki lahko stojijo samostojno ali so pripojene besedi, na primer benimle (z menoj)
- ablativ: sonra (po), evvel (prej kot), beri (časovno od), öte (blizu), dolayı (za), itibaren (časovno od) in başka (razen)

### Prislovi
Prislov je polnopomenska nepregibna besedna vrsta, ki opisuje okoliščine, v katerih poteka dejanje, izraženo z glagolom.
- Krajevni prislovi: bura (tukaj), şura (tukaj), ora (tam), aşağı (spodaj), yukarı (zgoraj), yakın (blizu), uzak (daleč), solda (levo), sağda (desno), dışarı (zunaj), geri (zadaj, za), ileri (spredaj) itd.
- Časovni prislovi: şimdi (zdaj), geç (kasneje), sonra (potem), bazan (nekoč), erken (zgodaj), ozaman (zdaj), dün (včeraj), bugün (danes), yarın (jutri), eskiden (kadar koli), ara sıra (često) itd.
- Lastnostni prislovi: güzel (lepo), fena (grdo), iyi (dobro), ezberden (na pamet), yavaşça (počasi), başbaşa (med štirimi očmi),  az (malo), çok (veliko), oldukça (dosti), biraz (malo), fazla (več), iki misli (dvakratno), hayli (dovolj), hay hay (ravno tako), muhakkak (zagotovo), gene (ponovno), sahi (stvarno) itd.

### Števniki
V turščini so števniki pregibna besedna vrsta. Glavni števniki:
- 1 bir
- 2 iki
- 3 üç
- 4 dört
- 5 beş
- 6 altı
- 7 yedi
- 8 sekiz
- 9 dokuz
- 10 on
- 20 yirmi
- 30 otuz
- 40 kırk
- 50 elli
- 60 altmış
- 70 yetmiş
- 80 seksen
- 90 doksan
- 100 yüz
- 200 iki yüz
- 300 üç yüz
- 400 dört yüz
- 500 beş yüz
- 600 altı yüz
- 700 yedi yüz
- 800 sekiz yüz
- 900 dokuz yüz

V ulomkih se najprej prebere imenovalec v mestniku in nato števec v imenovalniku.

### Glagoli
Večina  glagolov je pravilnih. Glavna izjema je glagol biti. Spregajo se po enakih pravilih z upoštevanjem glasovne harmonije. Glagolsko osnovo, iz katere se tvorijo  vse glagolske oblike, tvori velelnik druge osebe ednine. Nedoločnik se tvori z dodajanjem obrazila –mek, pri glasovni harmonizaciji –mak. Nedoločnik lahko ima enaka obrazila kot samostalnik, se pravi da se lahko sklanja.
- Аоrist ima v turškem jeziku več oblik, odvisnih od taga, ali je neko dejanje sporno ali ne. Če dejanje ni omejeno z morda ali zgleda, ima glagol piti v aoristu naslednjo obliko
  - 1. oseba ednine -{içerim}--{}-
  - 2. oseba ednine -{içersin}-
  - 3. oseba ednine -{içer}-
  - 1. oseba množine  -{içeriz}--{}-
  - 2. oseba množine  -{içersiniz}--{}-
  - 3. oseba množine  -{içerler}-

Če je dejanje omejeno, se k gornjim oblikam dodaja obrazilo -şim.
- Sedanjik, s katerim se v turščini izraža dejanje, ki se trenutno dogaja  ali se bi zgodilo v bližnji prihodnosti, ima več oblik. Če dejanje ni omejeno z morda, zgleda ipd., ima glagol piti naslednje oblike: 
  - 1. oseba ednine -{içiyorum}-
  - 2. oseba ednine -{içiyorsun}-
  - 3. oseba ednine -{içiyor}-
  - 1. oseba množine -{içiyoruz}-
  - 2. oseba množine -{içiyorsunuz}--{}-
  - 3. oseba množine -{içiçiyorlar}-

Če je dejanje sporno ali nezanesljivo, ima sedanjik glagola piti naslednjo obliko:
- - 1. oseba ednine -{içiyormuşum}-
  - 2. oseba ednine -{içiyormuşsun}-
  - 3. oseba ednine -{içiyormuş}--{}-
  - 1. oseba množine -{içiyormuşuz}-
  - 2. oseba množine -{içiyormuşsunuz}-
  - 3. oseba množine -{içiçyormuşlar}-

- Predpreteklik je glagolska oblika, ki je našla mesto tudi v turščini. Če dejanje ni sporno ali vprašljivo, ima predpreteklik glagola piti naslednjo obliko:
  - 1. oseba ednine -{içmiştim}-
  - 2. oseba ednine -{içmiştin}-
  - 3. oseba ednine -{içmişti}-
  - 1. oseba množine -{içmiştik}--{}-
  - 2. oseba množine -{içmiştiniz}--{}-
  - 3. oseba množine -{içmiştiler}-

Če je dejanje vprašljivo ali omejeno z morda, mislim, da in podobno, ima predpreteklik glagola piti naslednjo obliko:
- - 1. oseba ednine -{içmişmişim}-
  - 2. oseba ednine -{içmişmişsin}--{}-
  - 3. oseba ednine -{içmişmiş}-
  - 1. oseba množine -{içmişmişiz}-
  - 2. oseba množine -{içmişmişsiniz}-
  - 3. oseba množine -{içmişmişler}-

- Preterit v turškem jeziku opisuje dejanje, ki se je v tem trenutku že zgodilo. Glagol piti ima v preteritu naslednjo obliko:
  - 1. oseba ednine -{içtim}-
  - 2. oseba ednine -{içtin}-
  - 3. oseba ednine -{içti}-
  - 1. oseba množine -{içtik}-
  - 2. oseba množine -{içtiniz}-
  - 3. oseba množine -{içtiler}-

Preterit je po svoji funkciji podoben imperfektu. Če dejanje ni sporno ali vprašljivo, ima imperfekt glagola piti naslednjo obliko:
- - 1. oseba ednine -{içiyordum}-
  - 2. oseba ednine -{içiyordun}-
  - 3. oseba ednine -{içiyordu}-
  - 1. oseba množine -{içiyorduk}-
  - 2. oseba množine -{içiyordunuz}-
  - 3. oseba množine -{içiyordular}-

- Prihodnjik v preteklosti je glagolska oblika turškega jezika, ki je težko prevedljiva v slovenski jezik. Veliko laže jo je prevesti v angleški jezik. Prihodnjik v preteklosti glagola piti v prvi osebi ednine, ki se glasi -{içmiş olacağım}-, bi se v angleškem jeziku glasil {I will have drank}. Če dejanje ni vprašljivo ali sporno, se prihodnjik v preteklosti glagola piti glasi:

- - 1. oseba ednine -{içmiş olacağım}-
  - 2. oseba ednine -{içmiş olacaksın}-
  - 3. oseba ednine -{içmiş olacak}-
  - 1. oseba množine -{içmiş olacağız}-
  - 2. oseba množine -{içmiş olacaksınız}-
  - 3. oseba množine -{içmiş olacaklar}-

- Pogojni prihodnjik je glagolska oblika turškega jezika, ki ima za glagol piti naslednjo obliko:
  - 1. oseba ednine -{içeceksem}-
  - 2. oseba ednine -{içeceksen}-
  - 3. oseba ednine -{içecekse}-
  - 1. oseba množine -{içeceksek}-
  - 2. oseba množine -{içecekseniz}-
  - 3. oseba množine '-{iç'ecekseler}-

- Turški jezik ima obilo glagolskih načinov. Velelnik glagola piti, na primer, se tvori na naslednji način:
  - 1. oseba ednine -{içeyim}- (približen prevod: naj pijem)
  - 2. oseba ednine -{iç}- (hkrati tudi glagolska osnova)
  - 3. oseba ednine -{içsin}-
  - 1. oseba množine -{içelim}-
  - 2. oseba množine -{için(iz)}-
  - 3. oseba množine -{içsinler}-

### Zaporedje besed v stavku
Značilen turški stavek se začne z osebkom in konča s povedkom. V  poeziji in prozi so dovoljene izjeme.

### Glasovna harmonija
Značilnost turškega jezika je tako imenovana glasovna harmonija: samoglasniki v besedi se podrejajo samoglasniku v prvem zlogu. Če je samoglasnik zadnji/prednji, so vsi ostali samoglasniki zadnji/prednji. Velarna/palatalna harmonija je nadrejena labilni hamoniji.

### Tvorjenje novih besed
Turški jezik z aglutinacijo zelo na veliko tvori nove besede iz samostalnikov in glagolov in njihovih korenov. Primer besede, izpeljane iz samostalniškega korena:
| Turško      | Кomponente              | Slovensko         | Besedna vrsta |
| ----------- | ----------------------- | ----------------- | ------------- |
| göz         | göz                     | oko               | samostalnik   |
| gözlük      | göz + -lük              | očala             | samostalnik   |
| gözlükçü    | göz + -lük + -çü        | optik             | samostalnik   |
| gözlükçülük | göz + -lük + -çü + -lük | optična delavnica | samostalnik   |
| gözlem      | göz + -lem              | opazovanje        | samostalnik   |
| gözlemci    | göz + -lem + -ci        | opazovalec        | samostalnik   |
| gözle       | göz + -le               | opazovati         | glagol        |
| gözlemek    | göz + -le + -mek        | opazovati         | glagol        |

Primer tvorjenja besede iz glagolske osnove:
| Turško    | Komponente                  | Slovensko         | Besedna vrsta |
| --------- | --------------------------- | ----------------- | ------------- |
| yat-      | yat-                        | leči              | glagol        |
| yatmak    | yat-mak                     | ležati            | glagol        |
| yatık     | yat- + -(ı)k                | ležeč             | pridevnik     |
| yаtаk     | yat- + -ak                  | postelja, ležišče | samostalnik   |
| yatay     | yat- + -ay                  | vodoraven         | pridevnik     |
| yatkın    | yat- + -gın                 | porast            | pridevnik     |
| yatır-    | yat- + -(ı)r-               | odložiti          | glagol        |
| yatırmak  | yat- + -(ı)r-mak            | odlagati          | glagol        |
| yatırım   | yat- + -(ı)r- + -(ı)m       | vlaganje          | samostalnik   |
| yatırımcı | yat- + -(ı)r- + -(ı)m + -cı | vlagatelj         | samostalnik   |

Nove besede se lahko tvorijo tudi z združevanjem več obstoječih besed:
| Turško     | Slovensko  | Besede                                    | Dobeseden pomen |
| ---------- | ---------- | ----------------------------------------- | --------------- |
| pazartesi  | ponedeljek | pazar (nedelja) in ertesi (po)            | po nedelji      |
| bilgisayar | računalnik | bilgi (podatek) in say- (računati, šteti) | števec podatkov |
| gökdelen   | nebotičnik | gök (nebo) in del- (bosti)                | bosti nebo      |
| başparmak  | palec      | baş (primarni) in parmak (prst)           | primarni prst   |
| önyargı    | predsodek  | ön (pred) in yargı (sojenje)              | pred sojenjem   |

## Odlomek besedila v turškem jeziku
Bütün insanlar hür, haysiyet ve haklar bakımından eşit doğarlar. Akıl ve vicdana sahiptirler ve birbirlerine karşı kardeşlik zihniyeti ile hareket etmelidirler.
Vsi ljudje smo rojeni svobodni, enaki po dostojanstvu in pravicah. Imamo razum in vest ter bratovsko miselnost in drug do drugega bi morali biti enaki.

## Turcizmi
V slovenskem jeziku je več besed turškega izvora, na primer:
- bakır – baker
- börek – burek
- baklava -baklava
- çakal – šakal

V srbskem jeziku, na primer, je kar 8965 turcizmov.